# 罪惡聯盟
罪惡聯盟（或譯作犯罪辛迪加）或稱美國罪惡聯盟（Crime Syndicate of America），簡稱CSA，為DC漫畫創造的超級反派組織，同時也是正義聯盟的相對敵人。在漫畫《正義聯盟》、2010年動畫《正義聯盟：兩面夾擊》中登場。
該組織原本是在與超人等人不相同的第三地球中，主世界的英雄在此平行世界皆為反派，反派則皆為英雄，罪惡聯盟統治著美國，連地方政府都為了不想受到傷害而不對付他們。
在新52，該組織仍是對應著第三地球的正義聯盟，首先出現於《正義聯盟》#23（2013年10月）。

## 成員
人物外貌會隨登場作品而改變，每位成員手下皆有約七～八位手下（第三地球的其他正義聯盟成員），整體組織人數高達五十人左右，以下五人為組織創始成員。

### 創始成員
- 魔超人（Ultraman）

罪惡聯盟的主要領導人之一。第三地球的超人。有與超人相反的殘暴性格，此外在新52的設定中他的超能力來自於吸收氪石，弱點則是太陽光，也正好與超人相反。和其宿敵一樣擁有「超級力量」、「刀槍不入」、「透視」、「飛行」等一切力量，剛到達主世界後，就先將月球推至地球前方遮住陽光，知道超女王懷的不是自己的而是亞歷山大·路瑟的孩子後，感受到了背叛，為此深深感到悲痛，雷克斯·路瑟要塞尼斯托和黑亞當將月球移開使陽光照進來，魔超人一照到陽光便頓失力量，後被監禁起來。
- 超女王（Superwoman）

罪惡聯盟的主要領導人之一。第三地球的神力女超人，也是該世界的露易絲·蓮恩。性格冷血好戰，名義上為魔超人的女人，同時用性將夜梟收兵，卻在暗裏懷有亞歷山大·路瑟的種，希望誕生出最強魔嬰統治全宇宙。因亞馬遜人的種族特質而有超級力量，和宿敵有著相同的能力，後被擊敗監禁起來，由神力女超人訊問。
- 夜梟（Owlman）

罪惡聯盟的主要領導人之一。第三地球的蝙蝠俠，真實身分是該世界的湯瑪士·韋恩二世，也就是布魯斯·韋恩的長兄。沒有超能力，和宿敵一樣擅長使用各種武器（如鏢、繩索等），戰鬥力強。對曾經殺害自己的助手懷有執念，第三宇宙的阿福死後，對夜翼表示他已一無所有，想與他合作後離去。
- 高速強尼（Johnny Quick）

罪惡聯盟的主要領導人之一。第三地球的閃電俠。有急性子的性格，和其宿敵一樣有相當快的速度。與原子女為情侶關係，最終與冷凍隊長連恩·史納特對戰，本已制服了冷凍隊長並認為他無法扣下冷凍槍的板機便無法造成威脅了，卻小看了對手，史納特以語音辨識啟動冷凍槍並擊發，擊中強尼的右腿，史納特順勢踢碎他已被凍住的腿，之後遭亞歷山大·路瑟殺死奪取其能力。
- 神力戒（Power Ring）

罪惡聯盟的主要領導人之一。第三地球的綠光戰警，在新52之前戒指的能力來自於一個寄宿在戒指中的僧侶，擁有類似白銀時代的綠燈俠的超能力，而在新52中登場的權力戒的戒指起源在劇情中尚未解釋。在多年的連載中權力戒的持有者有所更改，包括一位對應綠光戰警約翰的黑人以及對應綠光戰警凱爾的白人年輕男性，在《新52》登場的是第三地球的哈爾·喬丹，卻膽小如鼠，與賽尼斯托對戰，後者將權力戒持戒的手砍下，戒指飛離主人尋找下個宿主，脫離戒指後內心獲得平靜，感謝賽尼斯托後被其燒成灰燼。

### 《Qwardian》／《危機後》陣容
目前仍不清楚以下的人物是否完全屬罪惡聯盟，因為他們並無自稱是其成員。
- 聖甲蟲（Scarab）

對應藍甲蟲。
- 滑流（Slipstream）

對應第一代閃電俠。
- 費爾羅（Fiero）

對應火炎。
- 凍殤（Power Ring）

對應冰。
- 死亡之眼（Deadeye）

對應綠箭俠。
- 彈性人（Elasti-Man）

對應伸縮人。
- 元件人（Element Man）

對應元素人。

### 《JLA：第二地球》陣容
在圖形小說《JLA: Earth 2》的CSA總部中，另有三名成員登場，分別為正午神醫（Doctor Noon，對應午夜神醫）、白貓（White Cat，對應黑金絲雀）和太空俠（Spaceman，對應星光俠）。下列成員則會和罪惡聯盟等人一起登場。
- 白火星（White Martian）

對應火星獵人。抵達地球上後，成為魔超人的主要競爭對手，並最終被他殺死。
- 海狼（Barracuda）

對應水行俠。有著一個非人類的水棲人外觀（魚頭和藍色皮膚）。
- 血鷹（Blood Eagle）

對應鷹俠。被罪惡聯盟所殺。

### 新52陣容
除了五個創始成員，在新52版本還引入了四名新成員。
- 死亡風暴（Deathstorm）

對應火風暴。擁有操控物質轉變的能力。是第三地球的馬丁·史坦博士在進行某次實驗時與一具屍體融合後便成了死亡風暴，曾要求火風暴為魔超人製作氪石，後被重獲力量的亞歷山大路瑟殺死並吸收其能力。
- 海洋王（Sea King）

對應水行俠。在劇中登場時就因為某個危害第三地球的存在給殺害，不過屍體也跟著被帶到正史世界中。
- 原子女（Atomica）

對應原子俠，這個女性超級反派與原子俠擁有相同的縮小能力。曾以原子俠這個稱號加入正義聯盟，後來才證實是美國政府的超人類對策機關天眼局派入正義聯盟的間諜特工，在大事件「三體之戰」的結尾她又承認自己是為了讓第三地球的罪惡聯盟成員到達主世界而混入天眼局的雙面間諜。「Atomica」為「原子」的義大利語，後操控大小的腰帶故障，無法恢復原體型，被雷克斯路瑟提醒她是造成這一切事情的主因後被一腳踩死。
- 鋼骸（Grid）

原是潛伏在鋼骨電子腦內的電腦病毒，後來與罪惡聯盟合作，並奪走鋼骨的機械部分的身體後獨自運作。是名外型凶惡的電子機器人，原先是鋼骨的左臉的部分置換成一個金屬的頭骨型的外殼，負責聯盟的監控和聯絡，後遭鋼骨擊敗。

## 其他媒體

《正義聯盟：兩面夾擊》中的罪惡聯盟造型外觀。

《DC 宇宙 Online》中的罪惡聯盟。

### 電視劇
- 《The World's Greatest Super Friends》
- 《正義聯盟》
- 《蝙蝠俠智勇悍將》

### 電影
- 動畫電影《正義聯盟：兩面夾擊》

片中描述了，第三地球的正義聯盟成員僅剩雷克斯·路瑟、小丑，但小丑為了雷克斯留下阻擋罪惡聯盟成員們的追擊與敵人們同歸於盡，而雷克斯逃離第三地球至第一地球向正義聯盟求救。劇中魔超人等人企圖利用量子本態炸彈統治宇宙，並和超人展開正邪的大戰。

### 電子遊戲
- 《DC 宇宙 Online》

罪惡聯盟於2017年11月15日在遊戲《DC 宇宙 Online》作為關卡30的反派登場，其成員包括了魔超人、夜梟、超女王和高速強尼。遊戲中提供了兩套以這些人物為基礎的服裝給玩家所操作的角色，分別是夜梟和高速強尼。玩家可以為角色的服裝賦予四個人物徽章，此外還有權力戒和贊沙（Mazahs，第三地球的雷克斯·路瑟）的徽章。